# Difficult Run
Difficult Run es un lugar designado por el censo ubicado en el condado de Fairfax en el estado estadounidense de Virginia. En el Censo de 2020 tenía una población de 10600 habitantes y una densidad poblacional de 484,23 habitantes por km². Fue incluido como CDP en el censo de 2020.

## Geografía
Difficult Run se encuentra ubicado en las coordenadas 38°54′7″N 77°20′49″O / 38.90194, -77.34694.  Según la Oficina del Censo de los Estados Unidos,  tiene una superficie total de 21,89 km², de la cual 21,69 km² corresponden a tierra firme y 0,20 km² a agua.